# Faro del puerto de Almería
El faro del puerto de Almería es un faro situado en el extremo del muelle de poniente del puerto de Almería, en la ciudad homónima, España. Está gestionado por la Autoridad Portuaria de Almería.

## Historia
Existía en el puerto de Almería un faro desde el año 1865, cuya instalación costó 9 272 reales al erario público, y que iba quedando progresivamente más obsoleto dado que el muelle iba creciendo. Este problema quedó resuelto en 1883, cuando se instaló un faro móvil sobre un vagón ferroviario que se iba desplazando según las necesidades.
El faro que ha llegado hasta nuestros días se erigió hacia 1925, inaugurado el 22 de junio del mismo año, siendo una torre blanca de forma hexagonal, don 12 metros de altura, y con una altura focal de 19 metros, decorada en los laterales con azulejos y coronada por una cúpula de color rojo. Originalmente equipada con una iluminación a gasolina, un accidente al poco tiempo de su inauguración forzó la instalación de un sistema eléctrico. Sin embargo, los tiempos de escasez que acompañaban a la autarquía, forzaron la instalación de otro sistema a gasolina, debido a la inestabilidad del fluido eléctrico. Hace las labores de faro de babor.